# Philippe Bolo
Pour les articles homonymes, voir Bolo (homonymie).
Philippe Bolo, né le 25 mars 1967 à Limoges, est un homme politique français, membre du MoDem. Il est élu député de la septième circonscription de Maine-et-Loire en 2017,.

## Biographie

### Parcours professionnel
Philippe Bolo est ingénieur agronome, diplômé en 1991 de l'École nationale supérieure agronomique de Rennes (aujourd'hui devenue AgroCampus Ouest) et spécialisé en génie rural et bioclimatologie agricole. Il effectue son service national au Sénégal, de 1992 à 1993, comme coopérant du service national en entreprise (VSNE) pour le compte du Centre de coopération internationale en recherche agronomique pour le développement (Cirad).
De 1993 à 1994, il travaille comme chef de projet à l'Institut national de la recherche agronomique d'Angers (INRA) où il pilote la cartographie des terroirs viticoles de l'Anjou (AOC) pour le compte de la fédération viticole de l'Anjou.
De 1995 à 2001, il est responsable d'un groupement d'intérêt économique réunissant les entreprises ISL Ingénierie et Aquascop où il développe, pour le compte des deux entreprises, l'utilisation des outils SIG (systèmes d'information géographique).
Fin 2001, il intègre ISL Ingénierie comme chef de projets. Il dirige l'établissement angevin de l'entreprise de 2005 à 2012. Il pilote notamment des évaluations de politiques publiques,.
Il démissionne du bureau d'études ISL ingénierie en juin 2017 afin d'éviter tout conflit d'intérêts entre son mandat de député et ses fonctions de conseil auprès des services de l'État.

### Parcours politique
Philippe Bolo s'installe à Avrillé (Maine-et-Loire) en 2002. Il entre au conseil municipal de la ville, comme conseiller municipal, lors des élections de mars 2008. Il est responsable de la ceinture verte et pilote l'aménagement de nouveaux jardins familiaux inaugurés en juillet 2013.
En mars 2014, réélu conseiller municipal d'Avrillé, il entame son second mandat comme adjoint au maire chargé des projets éducatifs et de la parentalité. Il est notamment responsable de la mise en œuvre de la Réforme des rythmes scolaires pour la commune.
En mai 2014, il est élu vice-président du syndicat intercommunal d'énergie de Maine-et-Loire chargé du développement des énergies renouvelables, de la maîtrise de la demande d'énergie et de l'approvisionnement énergétique.
Il est candidat sur la liste de coalition UDI-MoDem menée par Jean Arthuis aux élections européennes de 2014.
En mai 2017, il est investi comme candidat MoDem-LREM pour la 7e circonscription de Maine et Loire. Il arrive en tête au premier tour le 11 juin 2017 et remporte l'élection le 18 juin 2017 face au candidat Les Républicains,. Député de la majorité présidentielle, il est inscrit au groupe MoDem. Il est membre de la commission des Affaires économiques.
Il démissionne fin juin 2017 de ses fonctions d'adjoint au maire — tout en restant conseiller municipal d'Avrillé — et de vice-président du Siéml pour respecter la loi sur le cumul des mandats.
En 2020, il est à nouveau candidat aux élections municipales.
Après la dissolution de l'Assemblée nationale en 2024, il est réélu en remportant le second tour avec 41,73% des voix dans une triangulaire contre un candidat socialiste et un candidat du Rassemblement national.

## Détail des fonctions et des mandats
Mandats municipaux
- mars 2008 à mars 2014 : Conseiller municipal d'Avrillé
- mars 2014 à juin 2017 : Adjoint au maire d'Avrillé
- mai 2014 à juin 2017 : Vice-président du syndicat d'énergie de Maine-et-Loire
- Depuis juin 2017 : Conseiller municipal d'Avrillé

Mandats parlementaires
- Depuis juin 2017 : Député de la 7e circonscription de Maine-et-Loire[21]